# Óscar Laguna
Óscar Laguna García (Puig-reig, 21 febbraio 1978) è un ex ciclista su strada spagnolo.

## Palmarès

### Strada
- 2001 (Relax-Fuenlabrada, una vittoria)

5ª tappa Volta Ciclista a Catalunya (La Granada > Vila-seca)
- 2004 (Relax-Fuenlabrada, una vittoria)

4ª tappa Vuelta a Aragón (Huesca > La Muela)
- 2006 (Supermercados Froiz, cinque vittorie)

3ª tappa Volta a Galicia (Melón > Melón)
5ª tappa Volta a Galicia (Viveiro > Viveiro)
Classifica generale Volta a Galicia
2ª tappa Vuelta a Ávila (Las Navas del Marqués > El Tiemblo)
1ª tappa Vuelta a la Comunidad Aragonesa (Teruel > Aliaga)
- 2007 (Supermercados Froiz, cinque vittorie)

3ª tappa Volta Ciclista da Ascension (Ames > Santiago de Compostela)
Classifica generale Volta a Galicia
Gran Premio Área Metropolitana de Vigo
Classifica generale Vuelta a Salamanca
1ª tappa Vuelta a la Comunidad Aragonesa (Teruel > Cantavieja)

#### Altri successi
- 2003 (Relax-Fuenlabrada)

Classifica scalatori Setmana Catalana

## Piazzamenti

### Grandi Giri
- Vuelta a España

2001: 42º
2002: 64º
2003: 109º